# やまゆりポーク
やまゆりポークは神奈川県の豚肉のブランド名。豚の品種はランドレース種、大ヨークシャー種、デュロック種の組み合わせとなっているが、その組み合わせ方は生産農家によって様々である。
「やまゆりポーク」はJA全農の登録商標である（登録番号：第3251014号）。

## 概要
2020年時点で、神奈川県内には豚肉の生産農家は約50戸あるが、そのうちの8戸でやまゆりポーク生産者協議会を構成している。
神奈川県には高座豚、かながわ夢ポークといった豚肉ブランドがあるが、やまゆりポークは最も歴史が古い。また、取引価格を一般的な豚肉の市場価格より30円高値に設定したやまゆりポークの販売方法は、他のブランド豚肉のモデルともなった。
やまゆりポーク生産農家の多くは後継者が育っており、神奈川県内の肉豚共進会においても、やまゆりポーク後継者の若手グループが上位入賞するなど、神奈川県内の養豚技術をリードする存在となっている。都市部の消費者へ高品質高級豚肉とし直接販売するメリットを生かし生産地の都市化に伴う生産コストの増加を克服する経営戦略は、神奈川県内養豚家の手本となっている。

## 歴史
1970年代の日本国内の養豚業界は国際化に対応するため、低コスト化と生産基盤の強化が求められていた。また、神奈川県は都市化が進行しており、養豚農家にとって環境対策は不可欠なものとなっていた。汚水は神奈川型浄化槽等による浄化処理が必要で、堆肥舎や面積に余裕が無い養豚場では糞の処理にコンポストを導入し、維持管理と運転を行う必要があった。そのため、豚1頭の生産に1500円から2000円のコストを要し、経営経費増大につながった。同時に市街化区域の地価高騰によって、養豚場の地価評価額も上昇し、養豚場の地代も豚1頭につき1000円程度のコスト増を招く事となった。
こういった経費増に対して神奈川県内の多くの養豚農家では規模拡大も敷地の関係から不可能で、生産性の改良でも対応できなくなっていた。規模拡大のために移転したくても神奈川県内に養豚適地はほとんどなく、神奈川県外へ移転しての養豚場拡大しか対策はないものと思われた。
その一方で消費者には「多少高くても安心して高品質の豚肉を食べたい」というニーズは存在しており、「高品質の豚肉をコストをかけても生産し、有利販売を追求する」ことを目標とする養豚農家も現れた。そういった養豚農家と神奈川県内の畜産農家の減少から、販路拡大が頭打ちになっていた農協系の資料販売部門とが利益の一致から、飼料の改良と高品質豚肉の有利販売の促進を図っていく。同時に神奈川県の農業改良組織も、特に改良のための素豚の導入と肉豚生産の為の品種組み合わせなどの指導と共に繁殖技術や肉豚評価のための経験と知識、基本技術の教育を養豚農家に行った。
畜産振興事業団（現・農畜産業振興機構）の助成によって神奈川県内の豚肉生産農家3戸が1981年に高品質豚肉生産事業を発足する。神奈川県内のエーコープチェーン店を拠点として、高品質豚肉の生産とブランド化を展開した。
1989年にブランド名を神奈川県の県花であるヤマユリにちなんで「やまゆりポーク」と命名する。
1994年にはかながわブランドに認定登録される。
1995年に「やまゆりポーク生産者協議会」が発足。

## やまゆりポーク生産者協議会
生産者グループであるやまゆりポーク生産者協議会は自主的に生産技術の向上、販売の促進、消費者との交流などの活動を積極的に展開している。
独自肉豚共進会
グループ内で肉豚共進会が開催される。協議会に所属する各農家から豚を出品し、勉強会と枝肉の評価、種豚の選抜や飼養管理、仕上げの評価を相互に行うことで、肉豚評価や選抜眼を養う。
この成果として神奈川県全体を対象とした農林水産祭参加神奈川県肉豚共進会ではやまゆりポークのグループ構成農場が常に上位を占めている。
勉強会
グループ全体にかかる課題について外部の専門家を講師に招く。グループ内の研究課題についての調査研究の検討を行う。
神奈川県外の銘柄豚肉グループの見学、交流を行う。
販売促進
販売店への訪問、広報活動などについて検討する。